# Strada statale 51 (Polonia)
La strada statale 51 (sigla DK 51, in polacco droga krajowa 51) è una strada statale polacca che attraversa il Paese da Bezledy a Olsztynek.